# Мальязо
Мальязо (італ. Magliaso) — громада  в Швейцарії в кантоні Тічино, округ Лугано.

## Географія
Громада розташована на відстані близько 155 км на південний схід від Берна, 26 км на південний захід від Беллінцони.
Мальязо має площу 1,1 км², з яких на 70,9% дозволяється будівництво (житлове та будівництво доріг), 19,1% використовуються в сільськогосподарських цілях, 7,3% зайнято лісами, 2,7% не є продуктивними (річки, льодовики або гори).

## Демографія
2019 року в громаді мешкало 1627 осіб (+12,1% порівняно з 2010 роком), іноземців було 22,4%. Густота населення становила 1479 осіб/км².
За віковим діапазоном населення розподілялося таким чином: 16,8% — особи молодші 20 років, 55,6% — особи у віці 20—64 років, 27,5% — особи у віці 65 років та старші. Було 738 помешкань (у середньому 2,2 особи в помешканні).
Із загальної кількості 459 працюючих 16 було зайнятих в первинному секторі, 68 — в обробній промисловості, 375 — в галузі послуг.